# Očiščenje
Očiščenje je drama Angela Cerkvenika iz leta 1928.

## Osebe
- Žena (Valja)
- Njen mož (Boris)
- Njena prijateljica (Helena)
- Policijski ravnatelj
- Starka

## Vsebina

### 1. scena
Valja je bivša prostitutka, zdaj se trudi, da bi živela pošteno, a se ne more znebiti preteklosti. Odpovedali so ji službo brez odpovednega roka, iz blagajne je vzela denar, ki ji je pripadal in prišla v zapor. Po prestani ječi se zateče k Borisu, ki jo je bil rešil iz bordela in ki ga od srca ljubi. Boris se odloči, da jo vzame za ženo, navdaja ga želja, dvigniti se nad umazano družbo, udariti jo v obraz, izpodnesti laž, za katero se skriva; Valja je zanj čistejša od vseh, ki imajo na jeziku moralo, v resnici pa so skrajno pokvarjeni. Valja se najprej brani, nato pristane pod pogojem, da bo res srečen in ponosen nanjo – če ne bo, mora obljubiti, da jo bo ubil. Boris obljubi in Valja je presrečna: še lahko veruje v ljudi. 

### 2. scena
Boris prejme žaljivo vabilo na silvestrsko zabavo, jezen sklene, da bo sprejel boj in hinavce ukrotil. V družbo pripelje ženo in Heleno, prostitutko, ki dobro pozna vse grehe veljavnih mož. Policijskemu ravnatelju pove, da je spal z njegovo ženo, in zagrozi, da bo to javno razkril, če ravnatelj ne bo dal dobrega zgleda in povabil Valjo na ples. Ravnatelj mora popustiti, a se nad Valjo hitro navduši, s čimer si zasluži klofute svoje besne žene.  

### 3. scena
Valja trpi, ve, da se Boris junaško zatajuje, a se vseeno ne more znebiti predstav o njenem prejšnjem življenju. Boris krivi družbo, te umazane zveri, ki uničujejo vsako nedolžnost in lepoto; in krivi sebe, da ni dovolj močan, da bi v sebi premagal od družbe vsiljene vrednote. Valja je žalostna, a ljubeča: res, pretežko breme si je naložil, toda ona neomajno varuje vanj. 

### 4. scena
Da bi se maščeval za ponižanje, Ravnatelj postavi Valji ultimat: ženo za ženo – če ne bo njegova, bo Borisa z lažnimi pričami obdolžil kriminala, od službo bo, padel bo v sramoto, izobčenje. A Valjina vera je trdna: Boris bo prenesel vse, tudi to, če bi jo lažne priče oblatile, da je še zmeraj vlačuga. Njena vera vanj je tolikšna, da bi bila zanj pripravljena dati življenje.

### 5. scena
Valjo prevzame dvom, če Boris še veruje vanjo, v burnem pogovoru odkrije, da se je motila: mislil je le nase, bila mu je stvar, s katero je eksperimentiral – bistveno je zanj, kaj poreko drugi o njegovi ženi, o njegovi lastnini, ne o človeku, o Valji! Vse je res, policija jo je prijela z obtožbo vlačugarstva, bila je zaslišana, jutri bodo o tem poročali časniki, Ravnatelj pa se bo smejal. Borisa zgrabi besno ljubosumje, plane na ženo, da bi jo zadavil. Ona se umakne: noče da bi ga zaradi nje zaprli, vse bo uredila sama. 

### 6. scena
Valja se zateče k Heleni, prazna je, vere v ljudi je konec, konec tudi njene ljubezni, povsod en sam nič. Najtežje pa je, da je noseča, otrok bo nosil madež matere, zato mora z njo vred v grob, preden jo potegne v življenje. Helena je polna prijateljskega sočutja, a mora Valjo za kratek čas zapustiti, da bi se znebila Ravnatelja, ki je njen redni gost. Valja se obrne na edino vero, ki ji je še ostala, na Kristusa: bo grešila, če uniči to oskrunjeno, mrtvo telo, da doseže resnično, pravo življenje? Ne, njegove oči so se ji nasmehnile, saj je tudi On prostovoljno umrl; tudi zanjo je prostor poleg Njega! Valja izpije pripravljen strup, Helena, Ravnatelj in Boris, ki je prihitel, jo najdejo mrtvo. Boris jo v solzah prosi, Heleni pa se iztrga: »Morilci, vsi ste morilci!«